# Hamnarydssjön
Hamnarydssjön är en sjö i Nässjö kommun i Småland och ingår i Motala ströms huvudavrinningsområde. Sjön är 9 meter djup, har en yta på 0,287 kvadratkilometer och är belägen 244 meter över havet. Sjön avvattnas av vattendraget Svartån. Vid provfiske har bland annat abborre, braxen, gers och gädda fångats i sjön.

## Delavrinningsområde
Hamnarydssjön ingår i det delavrinningsområde (639524-144254) som SMHI kallar för Mynnar i Vässledasjön. Avrinningsområdets medelhöjd är 255 meter över havet och ytan är 24,13 kvadratkilometer. Det finns ett delavrinningsområde uppströms, och räknas det in blir den ackumulerade arean 39,65 kvadratkilometer. Svartån som avvattnar avrinningsområdet har biflödesordning 3, vilket innebär att vattnet flödar genom totalt 3 vattendrag innan det når havet efter 217 kilometer. Delavrinningsområdet består mestadels av skog (62 procent), öppen mark (11 procent) och jordbruk (13 procent). Avrinningsområdet har 0,29 kvadratkilometer vattenytor vilket ger det en sjöprocent på 1,2 procent. Bebyggelsen i området täcker en yta av 1,46 kvadratkilometer eller 6 procent av avrinningsområdet.

## Fisk
Vid provfiske har följande fisk fångats i sjön:
- Abborre
- Braxen
- Gärs
- Gädda
- Mört
- Sutare